# Pawło Jasenycki
Pawło Jasenycki, ukr. Павло Ясеницький, pol. Paweł Jasienicki (ur. 1816,  zm. 20 czerwca 1882 w Samborze) – ksiądz greckokatolicki, katecheta, poseł do Sejmu Krajowego Galicji IV kadencji.
W latach 1848–1850 był wikarym w Jarosławiu, w latach 1850-1853 wikary w Samborze, od 1853 katecheta C. K. Gimnazjum w Samborze.
W 1763 wybrany z IV kurii okręgu wyborczego Turka-Borynia (pokonał Ferdinanda Bissacchiniego). Zmarł w czasie sesji parlamentu.